# جوني باريت
جوني باريت (بالإنجليزية: Johnny Barrett)‏ هو لاعب كرة قاعدة أمريكي، ولد في 18 ديسمبر 1915 في لوويل في الولايات المتحدة، وتوفي في 17 أغسطس 1974 في Seabrook Beach, New Hampshire ‏ في الولايات المتحدة.

## وصلات خارجية
- جوني باريت على موقع دوري كرة القاعدة الرئيسي (الإنجليزية)
- جوني باريت على موقعبيزبول رفرنس.كوم (الدوري الرئيسي) (الإنجليزية)